# Eohaustorius sencillus
Eohaustorius sencillus är en kräftdjursart som beskrevs av J. L. Barnard 1962. Eohaustorius sencillus ingår i släktet Eohaustorius och familjen Haustoriidae. Inga underarter finns listade i Catalogue of Life.